# 1988 en Nouvelle-Écosse
Chronologie de la Nouvelle-Écosse
- 1984
- 1985
- 1986
- 1987
- 1988
- 1989
- 1990
- 1991
- 1992

Cette page concerne des événements d'actualité qui se sont produits durant l'année 1988 dans la province canadienne de la Nouvelle-Écosse.

## Politique
- Premier ministre : John Buchanan
- Chef de l'Opposition :
- Lieutenant-gouverneur : Alan R. Abraham
- Législature :

## Événements
- 6 septembre : l'élection générale néo-écossaise de 1988 se déroule afin d'élire les députés de la Chambre d'Assemblée de la Nouvelle-Écosse. Il s'agit de la 32e élection générale dans la province de Nouvelle-Écosse depuis la confédération de 1867 et la 55e depuis la création de la Chambre d'Assemblée en 1758.

## Naissances

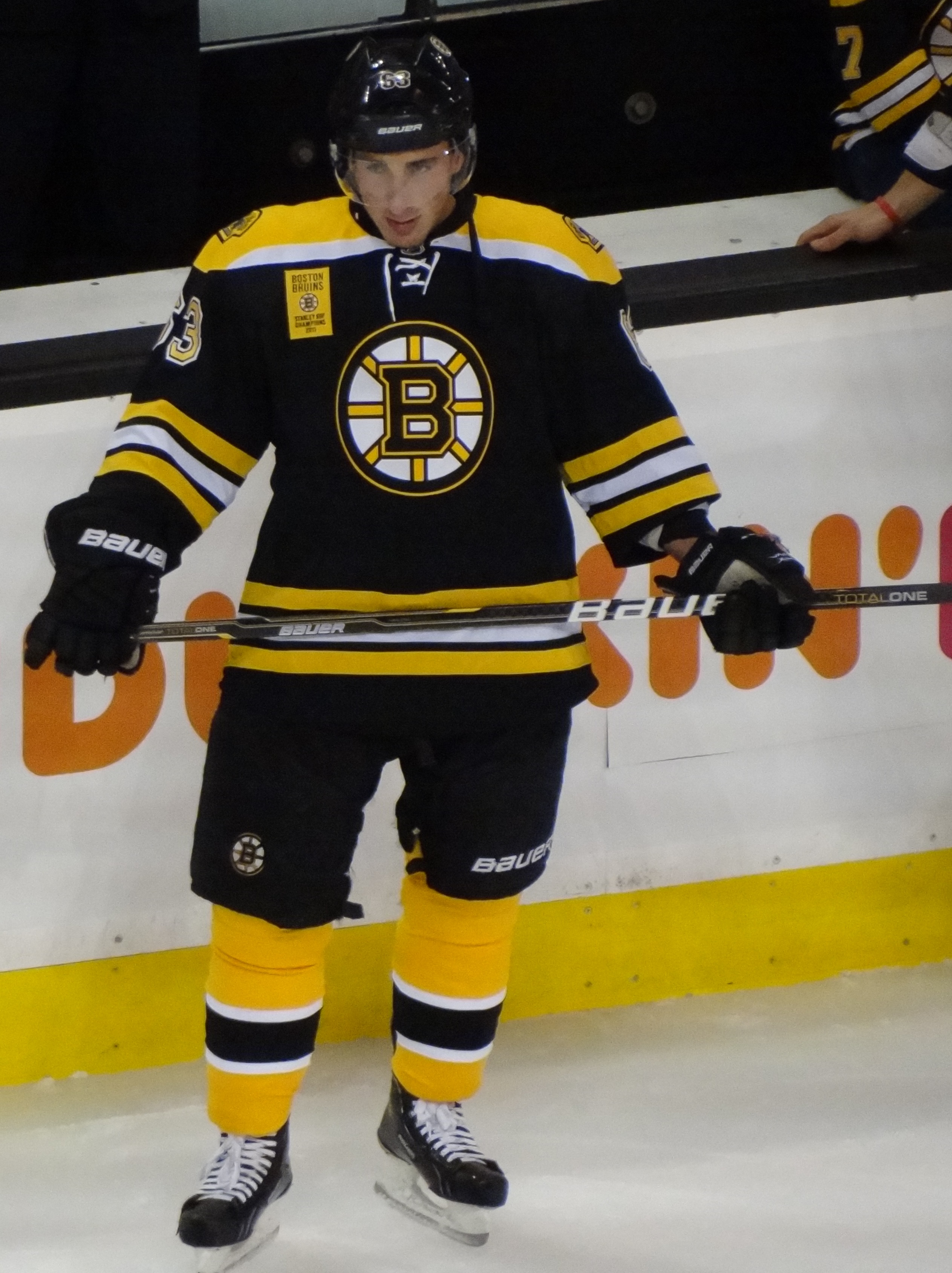
Brad Marchand

- 11 mai : Bradley Kevin Marchand (né à Halifax) est un joueur professionnel de hockey sur glace canadien[1]. Il évolue au poste d'ailier[2]. Il remporte avec le Canada les championnats du monde junior 2007 et championnats du monde junior 2008. Avec les Bruins de Boston, il décroche la Coupe Stanley 2011.